# Corpul 3 Mecanizat (formația din 1940)
Corpul 3 Mecanizat (în rusă 3-й механизированный корпус, transliterat: 3-i mehanizirovannîi korpus) a fost un corp mecanizat al Armatei Roșii. Format în iunie 1940 în timpul celui de-Al Doilea Război Mondial, corpul a fost staționat în Lituania ocupată în Districtul Militar Special Baltic. Corpul a fost distrus la sfârșitul lunii iunie 1941 în timpul Bătăliei de la Raseiniai, una dintre bătăliile inițiale ale Operațiunii Barbarossa.
Comandanți au fost general-locotenent Andrei Eriomenko (04.06.1940-18 decembrie 1940) și general-maior Alexei Kurkin (decembrie 1940-16.08.1941).